# 纳帕谷

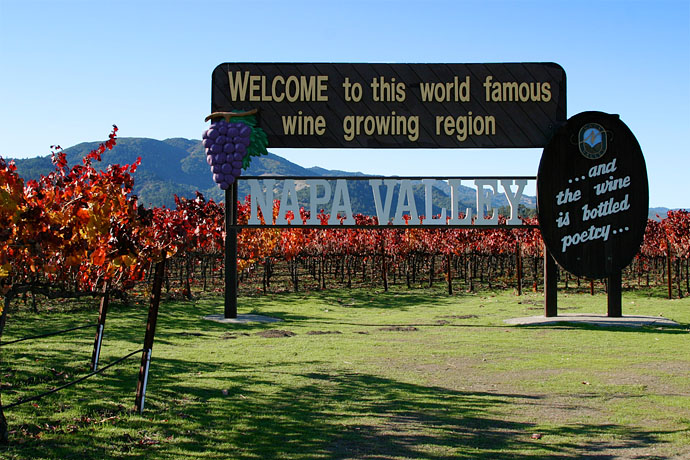
纳帕谷景点

纳帕谷（Napa Valley AVA）是美国的一個葡萄种植区和旅遊景點，位于加州葡萄酒之乡纳帕县。纳帕谷被认为是世界上最好的葡萄酒产区之一。该地区的商业葡萄酒生产记录可以追溯到十九世纪，但优质葡萄酒的生产只能追溯到二十世纪六十年代。
该地区的地中海气候和其地理環境相结合，有利于种植优质的葡萄。1858年，约翰·帕切特在纳帕谷建立了第一个商业葡萄园。1861年，查尔斯·克鲁格又在圣海伦娜建立了纳帕谷最早的商业酒庄。19世纪末和20世纪初，纳帕谷的葡萄种植业遭受了几次挫折，包括當地的葡萄树爆發根瘤蚜災害、禁酒令的实施以及大萧条。1976年巴黎品酒会使纳帕谷的葡萄酒业得以恢复。